# Kasnevitz
Kasnevitz ist ein Ortsteil der Stadt Putbus im Landkreis Vorpommern-Rügen in Mecklenburg-Vorpommern.

## Geografie und Verkehrsanbindung
Kasnevitz liegt südwestlich der Kernstadt Putbus an der Landesstraße 29. Südöstlich liegt das 72 ha große Naturschutzgebiet Wreechener See.

## Sehenswürdigkeiten
- St.-Jacobi-Kirche
- Pfarrhaus mit Garten; Pfarrwitwenhaus (beide Dorfstraße 37)
- Katen (Dorfstraße 46)
- Bauernhaus (Heideweg 9)

## Persönlichkeiten
- Ulrich Christoph Salchow (1722–1787), Arzt und Chemiker